# Plominski natpis
Plominski natpis je hrvatski glagoljski natpis uzidan na vanjskom zidu crkve sv. Jurja u Plominu. Iz 11. je stoljeća. Kamena je ploča s reljefnim prikazom muškarca u antičkoj tunici i s granom u ruci te naknadno dodanim glagoljskim natpisom: SE E PIS'L S ili Ovo je pisao S.... Prikazan je ilirsko-rimski bog Silvan – bog flore i faune. Pretpostavlja se kako su nekadašnji žitelji Plomina mislili da reljef predstavlja sv. Jurja, čiji spomendan se obilježava 23. travnja te su njegovim imenom nazvali crkvu. Ovaj natpis svjedoči o ranom paralelizmu dvaju kulturnih zakona na istarskom prostoru: romanski znak je antički reljef, a slavenski, odnosno hrvatski znak je hrvatski jezik i glagoljsko pismo. 

## Paleografska analiza
Natpis sadrži oblu glagoljicu (koja je u Hrvatskoj bila u uporabi prije nego što je razvijena uglata negdje u 11. stoljeću), iz toga se vidi da je natpis nastao ranije.
Uz Valunsku ploču i Krčki natpis koji su također iz 11. stoljeća, ubrajamo ga u najstarije spomenike hrvatskoga jezika (sadrže pokoji trag staroslavenskog).